# 辛明 (演员)
辛明（1948年—2021年6月3日），男，河南郑州人，中国大陆演员，一级演员。

## 生平
辛明年轻时受父亲辛静影響，中学毕业後，开时学习表演話劇。
1978年出演电影《風雨里程》。1984年在电影《一个和八个》扮演大個子。1985年在反应农村变化的电影《野山》里扮演灰灰。因为这部电影获得第六届金鸡奖最佳男配角奖。
他出演的其他电影有《彩橋》（1982年）、《老板哥和電妹子》（1984年）、《逃出罪恶世界》（1986年）、《劉山子的喜怒哀乐》（1987年）、《大清炮队》（1988年）、《電影人》（1988年）。电视剧《梦断紫禁城》饰演李侍尧、《大漢風》（2004年）饰演范增。曾任中国戏剧家协会、電影表演艺术学会理事。
2021年6月3日22时50分，因病医治无效于广东省广州市暨南大学附属第一医院逝世，享年73岁。

## 家庭
父亲辛静为电影演员，1981年电影《西安事变》楊虎城扮演者。

## 奖项
| 年份 | 作品     | 奖项                | 分类       | 是否得奖 | 备注 |
| ---- | -------- | ------------------- | ---------- | -------- | ---- |
| 1986 | 《野山》 | 第6届中国电影金鸡奖 | 最佳男配角 | 獲獎     |      |